# Nalitabari
Nalitabari è un sottodistretto (upazila) del Bangladesh situato nel distretto di Sherpur, divisione di Mymensingh. Si estende su una superficie di 327,61 km² e conta una popolazione di 251.361  abitanti (censimento 2011).